# Bitwa pod Skałą (1228)
Bitwa  pod Skałą – pierwsza bitwa księcia mazowieckiego Konrada z księciem śląskim Henrykiem Brodatym podczas kampanii z 1228 roku.
Po wybraniu księcia wielkopolskiego Władysława Laskonogiego na opiekuna małoletniego Bolesława Wstydliwego, a co za tym idzie nieudanych pokojowych próbach objęcia tronu krakowskiego przez Konrada mazowieckiego, rozpoczął on latem 1228 zakrojone na szeroką skalę działania wojenne. Jak informuje Jan Długosz, księżna Grzymisława, wdowa po Leszku Białym wraz z synem Bolesławem dzierżyła Wawel, natomiast do rozprawy z najeźdźcą stanął Henryk Brodaty, działający w Małopolsce w imieniu Laskonogiego. Książę śląski przybył do Małopolski wraz ze swoim synem Henrykiem Pobożnym oraz niemieckimi siłami najemnymi. Według Kroniki Polskiej spisanej pod koniec XIII w. w klasztorze w Lubiążu, Konrad, kierując się bezpośrednio na Kraków, podjął próbę zdobycia nowo umocnionego grodu w Skale. Podczas uderzenia na gród wywiązała się walka z siłami Henryka Brodatego, w której książę mazowiecki doznał dotkliwej klęski i rozpoczął odwrót.
Według informacji lubiąskiej Kroniki Polskiej w czasie bitwy miał zginąć Przemysł, pierworodny syn Konrada mazowieckiego. Taki syn Konrada nie jest znany z wiarygodnych źródeł; przypuszcza się, że ów Przemysł był synem Adelajdy Zbysławy i siostrzeńcem Henryka Brodatego.